# Enfileervuur

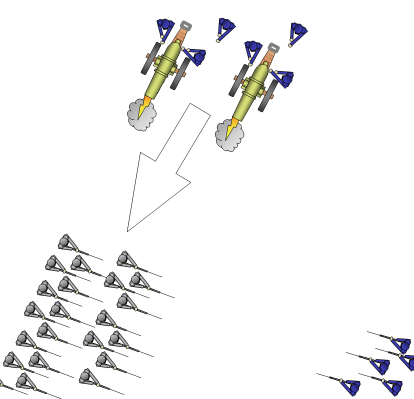
Schema van kanonnen die enfilerend vuur afgeven op een oprukkende formatie

Enfileervuur of enfilerend vuur is in de militaire tactiek vuur dat in de lengterichting van een bepaalde in een rij opgestelde militaire eenheid wordt ontvangen of afgegeven. Tegenwoordig wordt de term meestal gebruikt als een synoniem van flankerend vuur.
Het begrip ontstond in de late middeleeuwen, toen boogschutters in Engeland en Frankrijk zich achter elkaar plachten op te stellen om zo, over elkaars hoofden schietend, een grote vuurkracht in de richting van de vijand te kunnen uitoefenen terwijl hun smalle rij zelf maar een klein doelwit bood. Ze stonden dan, in de gebruikelijke Franse terminologie van die tijd, en file, op een rijtje. Scholen ze achter elkaar achter een bepaald obstakel dan stonden ze in defilade. Op het eind van de zestiende eeuw werden dezelfde termen gebruikt bij rijen musketiers, die achter elkaar naar voren schuivend de verschillende handelingen voor het laden van een musket verrichtten totdat ze als voorste man een schot konden lossen, waarna ze weer naar achteren liepen.
In de zeventiende eeuw raakten deze tactieken achterhaald en werd de term en file gebruikt voor kanonsvuur dat een rij of gelid soldaten juist trof en wel van de zijkant, zodat een enkel schot meerdere manschappen kon raken. De wallen van vestingen werden geometrisch zo ontworpen, met bastions en ravelijnen, dat de kanonnen zelf grotendeels in defilade stonden en dus niet door vijandelijk kanonsvuur geraakt konden worden terwijl ze vuur konden afgeven op de flank van een gelid soldaten die de tussenliggende muren wilden bestormen. Ook in de tactiek van de twintigste eeuw bleef enfilerend vuur een rol spelen, nu afgegeven door kazematten of ingegraven machinegeweren en pantservoertuigen.